# NGC 7563
NGC 7563 este o liner situată în constelația Pegas. A fost descoperită în 19 octombrie 1784 de către William Herschel. Se află la o distanță de 61 de megaparseci de Pământ.